# Hörsamkeit
Die Hörsamkeit ist ein Oberbegriff, der die Wirkungen der akustischen Eigenschaften eines Raums für Schalldarbietungen, etwa Musik oder Sprache, am Ort des Hörenden beschreiben soll.
Aus dieser Definition folgt, dass
1. der Hörsamkeit in aller Regel ein Gesamturteil zugrunde liegt, das aus Einzelbeobachtungen und Einzelbewertungen zu Teilaspekten der Hörsamkeit gewonnen ist
2. die Hörsamkeit nicht die physikalischen Eigenschaften eines Raums, sondern die hörpsychologischen Wirkungen beschreibt
3. die Hörsamkeit abhängig ist von den Eigenschaften der Schallquellen, z. B. Sprecher, Instrumentalisten usw., und den Eigenschaften des erzeugten Schalls, etwa Musik verschiedener Stilepochen
4. die Hörsamkeit innerhalb eines Raums örtlich verschieden ist, z. B. im Parkett anders als auf dem Rang
5. die Hörsamkeit individuellen Schwankungen unterworfen ist, je nach Hörvermögen, Urteilskraft, Vorerfahrungen usw. des Beurteilenden.

Die Hörsamkeit kann ferner durch mangelhafte bauakustische Eigenschaften des Raumes in Verbindung mit starken Lärmquellen innerhalb oder außerhalb des Gebäudes beeinträchtigt werden.
Die Hörsamkeit eines Raums ist also eine aus den genannten Gründen stark schwankende Größe, trotzdem muss das Ziel des Architekten bzw. seines raumakustischen Beraters eine gute mittlere Hörsamkeit sein. Für die raumakustische Forschung ist es eine vordringliche Aufgabe, die Zusammenhänge zwischen den einzelnen Beurteilungsaspekten der Hörsamkeit bzw. ihrer Bewertung und den sie bewirkenden physikalischen Eigenschaften des Raums aufzudecken.
Gute Hörsamkeit für Sprachdarbietungen besagt, dass ohne Nutzung elektroakustischer Anlagen eine gute Sprachverständlichkeit an allen Plätzen des Raums gewährleistet ist. Das Urteil über die Hörsamkeit wird psychoakustisch gewonnen und fasst als Globalurteil verschiedene Aspekte der Hörakustik zusammen. Es hängt auch von den Eigenschaften der Schallquellen und von den durchaus subjektiven Kriterien des Beurteilenden ab.
Nach DIN 18041:2016-03 ist Hörsamkeit die Eignung eines Raumes für bestimmte Schalldarbietungen.